# Yoghurtfestival

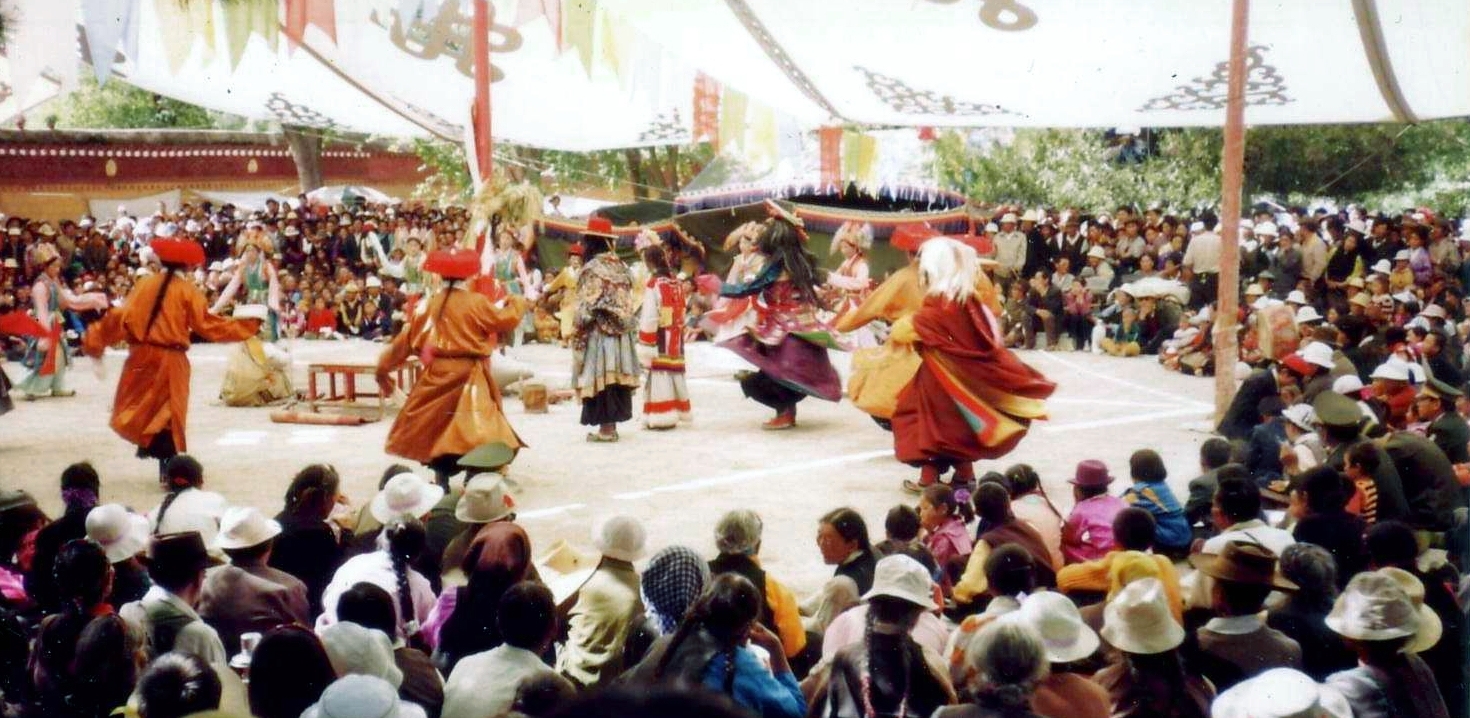
Dansen tijdens het Yoghurtfestival, bij Norbulingka, 1993

Het Yoghurtfestival of Yoghurtbanket (Tibetaans: Shoton, Pinyin: Xuedun, Chinees: Sho Dun), is een jaarlijks festival dat bij het Norbulingka-paleis in Lhasa, Tibet wordt gehouden. Tijdens het festival zijn er veel feestende groepen op straat, vinden er familiesamenkomsten plaats en is er geregeld vuurwerk.
Het festival wordt gevierd in de zomer, van de 15e tot de 24e van de vijfde maand van de Tibetaanse kalender, meestal het midden van augustus van de gregoriaanse kalender die in Europa geldt. Voorafgaand aan het festival zijn Tibetaans boeddhistische monniken een maand in retraite geweest, onder andere om te voorkomen dat ze insecten doodtrappen.
Het festival begon in de 16e eeuw met een banket dat gegeven werd door leken aan de monniken. Later werd de zomeropera's (ache lhamo's) en theateruitvoeringen toegevoegd aan de festiviteiten. Tijdens de opera's, die de hele dag duren, klinken cymbalen, bellen en trommels en wordt er gereciteerd. Voor de Tibetaanse diaspora in 1959 kwamen er dansers uit geheel Tibet. Aan het eind van de 20e eeuw is het echter een festival die grotendeels door de staat is opgezet.
Andere festivals in Tibet zijn het Boterkaarsfestival, Gouden Ster-festival, Lhabab Düchen, Dajyur, Losar en Mönlam.